# Anthony Rosano
Anthony Rosano (nacido Michael McKay) es un actor pornográfico estadounidense. Ha recibido el premio a Mejor Hombre Recién Llegado en los AVN Awards 2009. Es conocido por interpretar a personajes cómicos y entusiastas en las películas. También es el cantante de Till All Is One.